# Zygonyx natalensis
Zygonyx natalensis – gatunek ważki z rodziny ważkowatych (Libellulidae). Występuje w Afryce Subsaharyjskiej i jest szeroko rozprzestrzeniony.
W RPA imago lata od września do końca maja. Długość ciała 50–52 mm. Długość tylnego skrzydła 39–40 mm.